# Championnat d'Europe de football des moins de 19 ans 2016
Cet article traite de l'épreuve masculine. Pour la compétition féminine, voir Championnat d'Europe de football féminin des moins de 19 ans 2016.
Navigation
Euro 2015 Euro 2017
La phase finale du 65e Championnat d'Europe de football des moins de 19 ans se déroule en Allemagne en juillet 2016. Les joueurs nés après le 1er janvier 1997 peuvent participer à cette compétition.

## Qualifications
Les qualifications se disputent sur deux tours, uniquement par groupes de 4 équipes. Chaque groupe se joue sur le terrain de l'une des quatre équipes, en tournoi toutes rondes simple. Le premier tour de qualification comprend 13 groupes (52 équipes), le second tour comprend 7 groupes (28 équipes). Outre l'Allemagne, qualifiée d'office pour la phase finale en tant que pays organisateur, l'Espagne est exemptée de premier tour au bénéfice de sa première place au classement européen de la catégorie et fait donc son entrée en lice au second (tour élite).

### Premier tour de qualification
Les deux premiers de chaque groupe (26 équipes) se qualifient, ainsi que le meilleur troisième de groupe en tenant compte des résultats contre les 2 premiers du groupe, qui est repêché.

### Tour Élite
Le second tour concerne 28 équipes, dont l'Espagne qui fait son entrée dans la compétition. Les sept vainqueurs de poule se qualifient pour la phase finale.

## Phase finale
Qualifiés
- Allemagne (qualifiée d'office)
- Angleterre
- Italie
- Autriche
- Pays-Bas
- Croatie
- Portugal
- France

Les équipes sont réparties en deux groupes de quatre où chaque équipe se rencontre une seule fois. Les deux premiers se qualifient pour les demi-finales. Le classement se fait sur :
- Le nombre de points  ;
- La différence de buts générale  ;
- Le nombre de buts marqués  ;
- Le résultat du match entre les équipes ex aequo  ;

### Groupe A
| Rang | Équipe    | Pts | J | G | N | P | Bp | Bc | Diff |
| ---- | --------- | --- | - | - | - | - | -- | -- | ---- |
| 1    | Portugal  | 5   | 3 | 1 | 2 | 0 | 6  | 5  | +1   |
| 2    | Italie    | 5   | 3 | 1 | 2 | 0 | 3  | 2  | +1   |
| 3    | Allemagne | 3   | 3 | 1 | 0 | 2 | 6  | 5  | +1   |
| 4    | Autriche  | 2   | 3 | 0 | 2 | 1 | 2  | 5  | -3   |

Détail
- Qualifié pour les demi-finales et pour la Coupe du monde des moins de 20 ans 2017
- Dispute le match de qualification pour la Coupe du monde des moins de 20 ans 2017

### Groupe B
| Rang | Équipe     | Pts | J | G | N | P | Bp | Bc | Diff |
| ---- | ---------- | --- | - | - | - | - | -- | -- | ---- |
| 1    | Angleterre | 9   | 3 | 3 | 0 | 0 | 6  | 3  | +3   |
| 2    | France     | 6   | 3 | 2 | 0 | 1 | 8  | 3  | +5   |
| 3    | Pays-Bas   | 3   | 3 | 1 | 0 | 2 | 5  | 8  | -3   |
| 4    | Croatie    | 0   | 3 | 0 | 0 | 3 | 2  | 7  | -5   |

Détail
- Qualifié pour les demi-finales et pour la Coupe du monde des moins de 20 ans 2017
- Dispute le match de qualification pour la Coupe du monde des moins de 20 ans 2017

### Tableau final
|  | Demi-finales         | Demi-finales         |        |   | Finale               | Finale               |
|  | Demi-finales         | Demi-finales         |        |   | Finale               | Finale               |
|  |                      |                      |        |   |                      |                      |
|  | 21 juillet, Mannheim | 21 juillet, Mannheim |        |   | 24 juillet, Sinsheim | 24 juillet, Sinsheim |
|  | 21 juillet, Mannheim | 21 juillet, Mannheim |        |   | 24 juillet, Sinsheim | 24 juillet, Sinsheim |
|  | Portugal             | 1                    |        |   | 24 juillet, Sinsheim | 24 juillet, Sinsheim |
|  | Portugal             | 1                    |        |   | 24 juillet, Sinsheim | 24 juillet, Sinsheim |
|  | France               | 3                    |        |   | 24 juillet, Sinsheim | 24 juillet, Sinsheim |
|  | France               | 3                    | France | 4 |                      |                      |
|  | 21 juillet, Mannheim |                      | France | 4 |                      |                      |
|  |                      | Italie               | 0      |   |                      |                      |
|  | Angleterre           | Italie               | 0      | 1 |                      |                      |
|  | Angleterre           |                      |        | 1 |                      |                      |
|  | Italie               | 2                    |        |   |                      |                      |
|  | Italie               | 2                    |        |   |                      |                      |

#### Demi-finales
| 21 juillet 2016 | Portugal   | 1 - 3 | France                    | Carl-Benz-Stadion, Manheim                    |                                               |
| 17 h            | Pacheco 3e |       | 10e Blas · 67e 75e Mbappé | Spectateurs : 2 665 Arbitrage : Radu Petrescu | Spectateurs : 2 665 Arbitrage : Radu Petrescu |
| 17 h            | Rapport    |       |                           | Spectateurs : 2 665 Arbitrage : Radu Petrescu | Spectateurs : 2 665 Arbitrage : Radu Petrescu |

| 21 juillet 2016 | Angleterre       | 1 - 2 | Italie                 | Carl-Benz-Stadion, Manheim                       |                                                  |
| 12 h            | Picchi 85e (csc) |       | 27e (pen.) 60e Dimarco | Spectateurs : 7 412 Arbitrage : Roi Reinshreiber | Spectateurs : 7 412 Arbitrage : Roi Reinshreiber |
| 12 h            | Rapport          |       |                        | Spectateurs : 7 412 Arbitrage : Roi Reinshreiber | Spectateurs : 7 412 Arbitrage : Roi Reinshreiber |

#### Finale
| 24 juillet 2016 | France                                            | 4 - 0   | Italie | Rhein-Neckar-Arena, Sinsheim                    |                                                 |
| 20 h 30         | Augustin 6e · Blas 19e · Tousart 82e · Diop 90+2e | (2 - 0) |        | Spectateurs : 25 100 Arbitrage : Aliyar Aghayev | Spectateurs : 25 100 Arbitrage : Aliyar Aghayev |
| 20 h 30         | Rapport                                           |         |        | Spectateurs : 25 100 Arbitrage : Aliyar Aghayev | Spectateurs : 25 100 Arbitrage : Aliyar Aghayev |

### Match pour la5eplace (qualification pour la Coupe du monde des moins de 20 ans)
Ce match pour la cinquième place oppose les deux troisièmes de groupe et est qualificatif pour la Coupe du monde des moins de 20 ans 2017. L'Allemagne se qualifie aux tirs au but.
| 21 juillet 2016 | Allemagne                                            | 3 - 3 a. p.       | Pays-Bas                                              | Hardtwaldstadion, Sandhausen                             |                                                          |
| 19 h            | Ochs 44e · Serdar 90+3e · Mehlem 96e                 |                   | 81e Nouri · 88e van der Heijden · 111e Lammers        | Spectateurs : 8 592 Arbitrage : Alejandro José Hernández | Spectateurs : 8 592 Arbitrage : Alejandro José Hernández |
| 19 h            | Rapport                                              |                   |                                                       | Spectateurs : 8 592 Arbitrage : Alejandro José Hernández | Spectateurs : 8 592 Arbitrage : Alejandro José Hernández |
| 19 h            | Ochs · Gül · Mittelstädt · Conde · Gimber · Henrichs | Tirs au but 5 - 4 | Verdonk · Lammers · Bergwijn · Rosario · Nouri · Vlap | Spectateurs : 8 592 Arbitrage : Alejandro José Hernández | Spectateurs : 8 592 Arbitrage : Alejandro José Hernández |